# Jozef Rommens
Jozef Rommens (Meerle, 8 april 1880 - Beerse, 2 februari 1961) was een Belgisch politicus.

## Levensloop
Hij was burgemeester te Beerse van 1 oktober 1921 tot 6 januari 1939.
Hij was de schoonvader van architect René van Steenbergen. Hij bouwde voor zijn schoonouders het woonhuis Rommens, een geschakelde villawoning geïnspireerd op de Amsterdamse School-beweging. Het gebouw, in 1999 aangewezen als monument, is gelegen in de Gasthuisstraat te Beerse.
Er is een straat naar hem vernoemd in Beerse, met name de Jozef Rommensstraat.